# Eliseo Prado
Eliseo Prado (* 17. September 1929 in Buenos Aires; † 10. Februar 2016) war ein argentinischer Fußballspieler. Mit der Nationalmannschaft seines Heimatlandes nahm er an der Fußball-Weltmeisterschaft 1958 teil.

## Karriere

### Vereinskarriere
Eliseo Prado begann seine fußballerische Laufbahn im Jahre 1948 bei CA River Plate, dem Nobelverein Argentiniens aus der Hauptstadt Buenos Aires, in der er 1929 geboren worden war. In einer Mannschaft unter anderem mit Ángel Labruna, Félix Loustau, Norberto Menéndez und Amadeo Carrizo gewann Prado während seiner Zeit bei River Plate fünfmal die argentinische Fußballmeisterschaft. Seinen ersten Titel mit River Plate gewann er in der Saison 1952, als River Plate in der Primera División den ersten Platz mit einem Punkt Vorsprung vor dem Racing Club aus Avellaneda belegte. In der darauffolgenden Spielzeit gelang Prado und River Plate die Titelverteidigung, als man Erster mit vier Zählern vor CA Vélez Sársfield wurde. Nachdem 1954 nur der dritte Platz hinter den Boca Juniors und Independiente Avellaneda belegt wurde, rangierte River Plate 1955 nach dem letzten Spieltag wieder auf Platz eins in der ersten argentinischen Liga, diesmal mit sieben Punkten vor Racing Avellaneda. In den folgenden beiden Jahren bewann Eliseo Prado seine restlichen Titel mit River Plate. 1959 verließ er den Verein nach 147 Spielen und 61 Toren in der Primera División und schloss sich Gimnasia y Esgrima de La Plata aus der gleichnamigen Stadt, der Hauptstadt der Provinz Buenos Aires, an. Bei dem Verein, der auch damals im Mittelfeld der Primera División zu finden war und bis heute noch nicht einmal argentinischer Fußballmeister wurde, spielte Prado in vier Jahren von 1959 bis 1963 89 Mal. In diesen 89 Spielen erzielte er dreizehn Tore. 1963 wechselte er zu Sportivo Italiano, wo er seine Karriere ausklingen ließ.

### Nationalmannschaft
In der argentinischen Fußballnationalmannschaft wurde Eliseo Prado zwischen 1954 und 1958 sieben Mal eingesetzt. Er erzielte drei Tore. Mit der Nationalmannschaft seines Heimatlandes nahm er an der Fußball-Weltmeisterschaft 1958 in Schweden teil, wo er jedoch nicht unbedingt zu den Stammspielern seiner Mannschaft zählte und nur einmal zum Einsatz kam. Im ersten Vorrundenspiel stürmte er an der Seite von Omar Corbatta, Norberto Menéndez, Alfredo Rojas und Osvaldo Cruz, konnte aber die 1:3-Niederlage gegen den Titelverteidiger aus Deutschland nicht verhindern. Seine Mannschaft indes gewann das zweite Gruppenspiel gegen Nordirland mit 3:1, ein 1:6 im letzten Gruppenspiel gegen die Tschechoslowakei verhinderte aber einen möglichen Einzug ins Viertelfinale.